# Konark

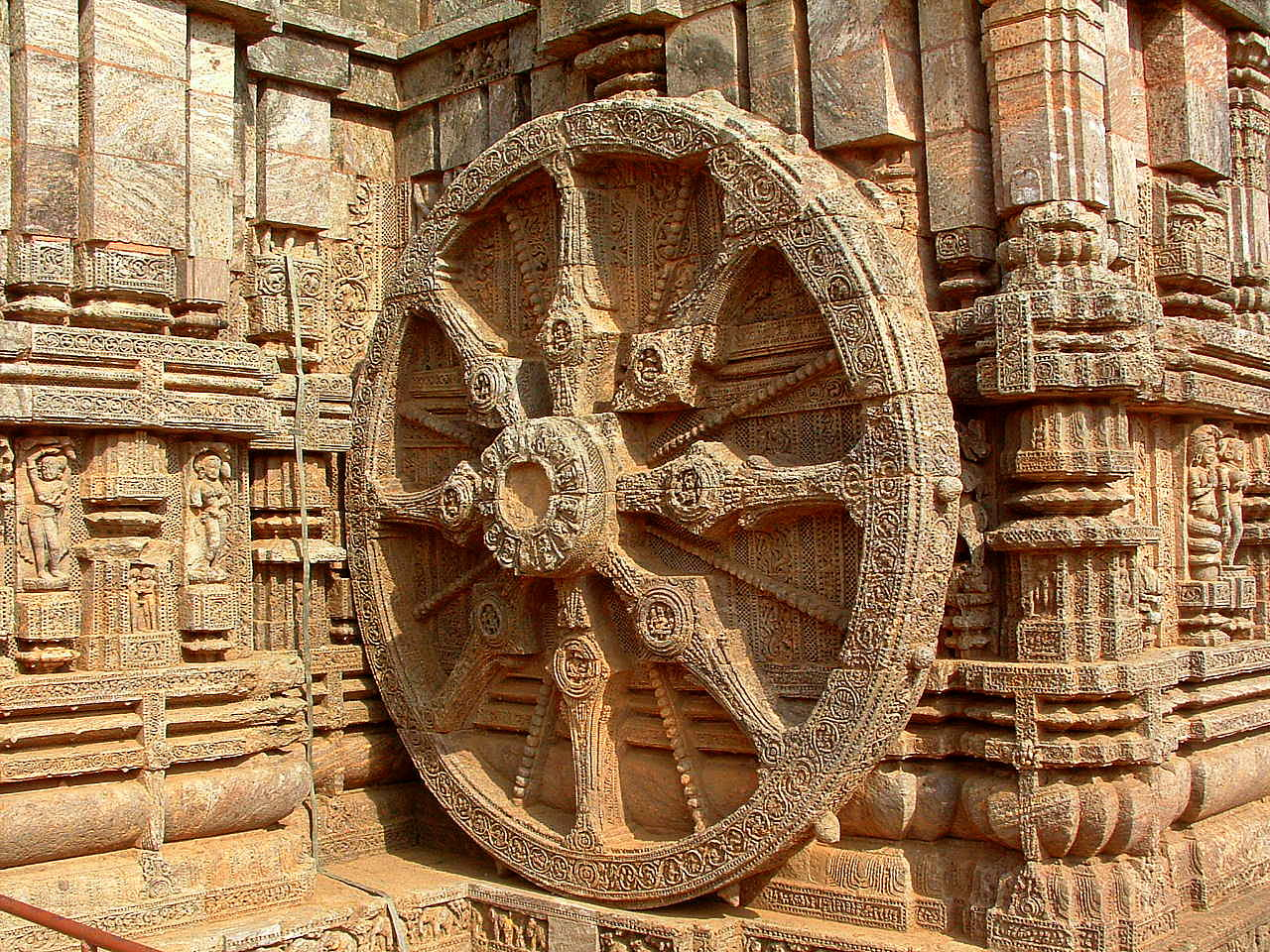

Konark sau Konarak este un orășel situat la 30 km de Puri, în golful Bengal, statul Orissa, India. Orașul a devenit cunoscut prin templul soarelui aflat în localitate și care a fost declarat patrimoniu mondial UNESCO.
Templul a fost construit pe la mijlocul secoului XIII, dar la scurt timp lucrările de construcție au fost abanonate. Astfel nu s-a mai păstrat clădrea principală a templului, este neclar faptul dacă  în secolul XIII templul a fost terminat. Pe peretele templului se poate vedea o sculpură în  granit verde ce prezintă carul cu șapte cai al zeului soarelui Surya din religia hinduistă. La picioarele templului sunt 24 de roți de car sculptate în piatră, în afară de aceasta se mai pot observa oameni în diferite poziții de activitate sexuală. Clădirea templului a început să fie restaurată, fiind luate unele măsuri de consolidare a perețlor. Din motive de siiguranță numai unele părți ale templului sunt deschise accesului public. O serie de sculpturi care provin din templu se pot vedea la muzeul (Sun Temple Museum).